# Ligne S4 du RER bruxellois
Pour les articles homonymes, voir S4.
La ligne S4 du RER bruxellois, plus simplement nommée S4, est une ligne de train de l'offre ferroviaire suburbaine à Bruxelles, composante du projet Réseau express régional bruxellois, elle traverse Bruxelles sur un axe Est-Ouest : Vilvorde - Bruxelles-Luxembourg - Alost sans emprunter la jonction Nord-Midi.
Elle emprunte les infrastructures de la ligne 50 (Gand - Bruxelles-Nord), de la ligne 161 (Bruxelles-Nord - Namur), de la ligne 26 (Hal - Vilvorde), de la ligne 27 (Bruxelles-Nord - Anvers-Central), et de la ligne 27B (Weerde - Malines-Nekkerspoel).

## Histoire
La ligne S4 fait partie de l'offre ferroviaire S de Bruxelles lancée le 13 décembre 2015,.
Elle permet la desserte de la ligne 50 entre Alost et Bockstael, de la ligne 26 entre Delta et Vilvorde et du contournement de Malines par les lignes 27, 27B et 53A. Elle dessert au passage les gares de Schuman, Bruxelles-Luxembourg et Etterbeek sur une portion de la ligne 161.
Actuellement exploitée du lundi au vendredi au rythme d’un train par heure, elle est la seule ligne qui permette un accès direct au quartier européen et à l'est de Bruxelles depuis Jette et Alost. Les trains, qui avaient leur terminus à Vilvorde, circulent désormais jusque Malines via Hofstade.

## Infrastructure
Ce train emprunte les lignes et raccordements ferroviaires suivants:
- ligne 50 d'Alost à Y Pont de la Senne
- ligne 161/1 de Y Pont de la Senne à Y Verboeckhoven
- ligne 161/2 de Y Verboeckhoven à Y Josaphat
- ligne 161 de Y Josaphat à Bruxelles-Luxembourg
- ligne 161A de Bruxelles-Luxembourg à Etterbeek
- ligne 26/2 d'Etterbeek à Y Etterbeek
- ligne 26 de Y Etterbeek à Y Keelbeek-Nord
- ligne 26/1 de Y Keelbeek-Nord à Y Machelen
- ligne 27 de Y Machelen à Y Weerde
- ligne 27B de Y Weerde à Muizen
- ligne 53 de Muizen à Malines.

Toutes ces lignes sont électrifiées en 3 kV CC ; les raccordements 161/1 et 26/2 sont à voie unique, le reste est à double voie.

## Liste des gares

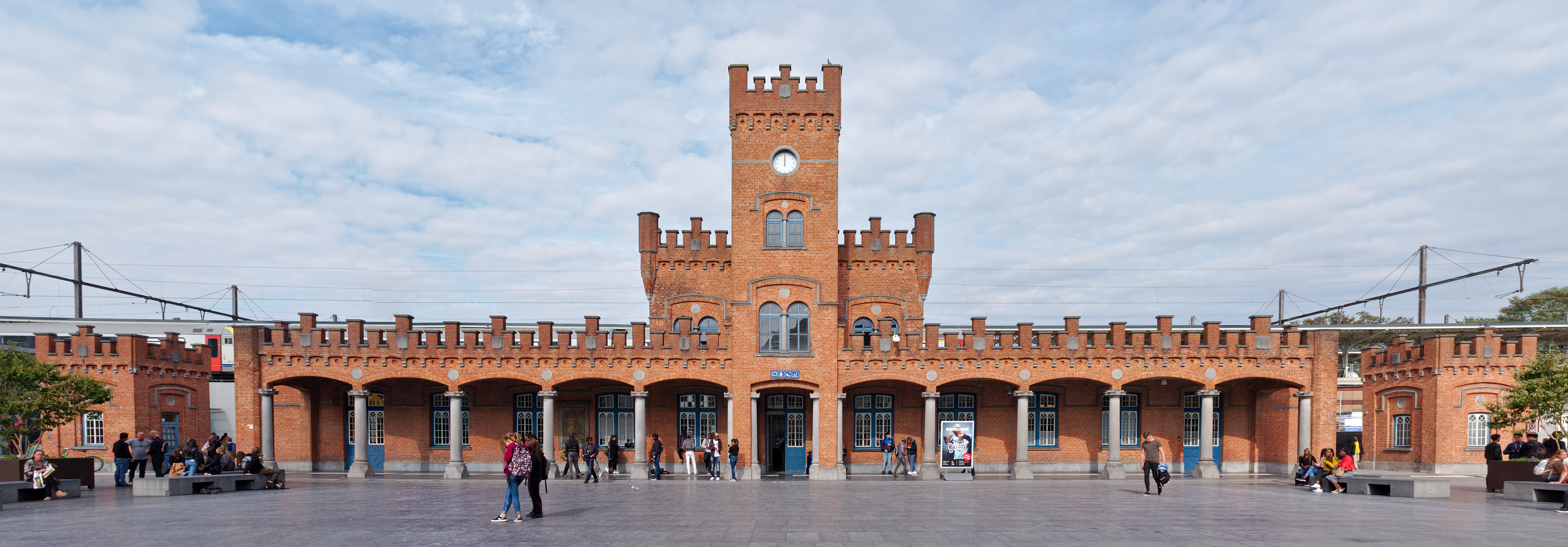
Alost.

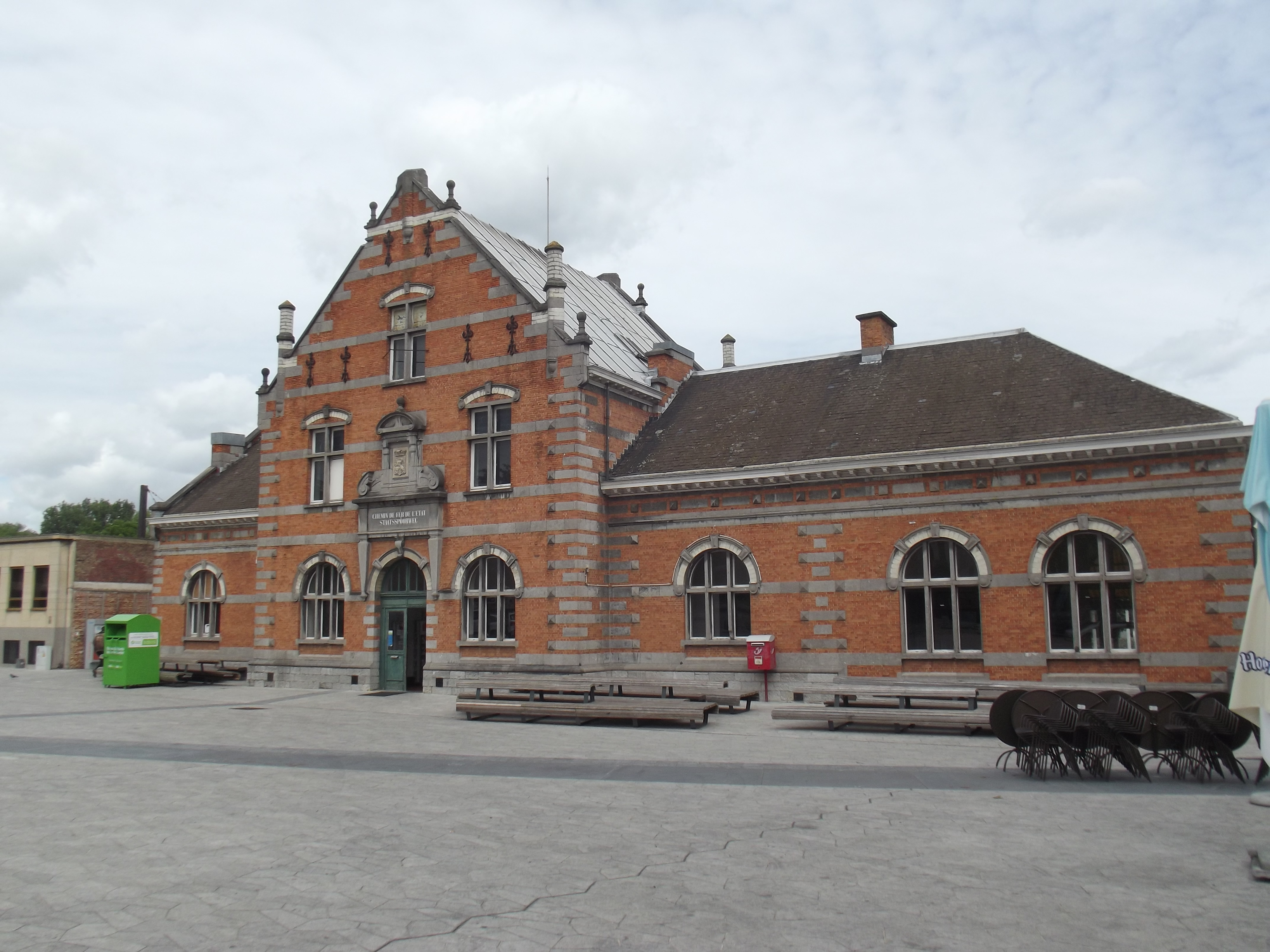
Jette.

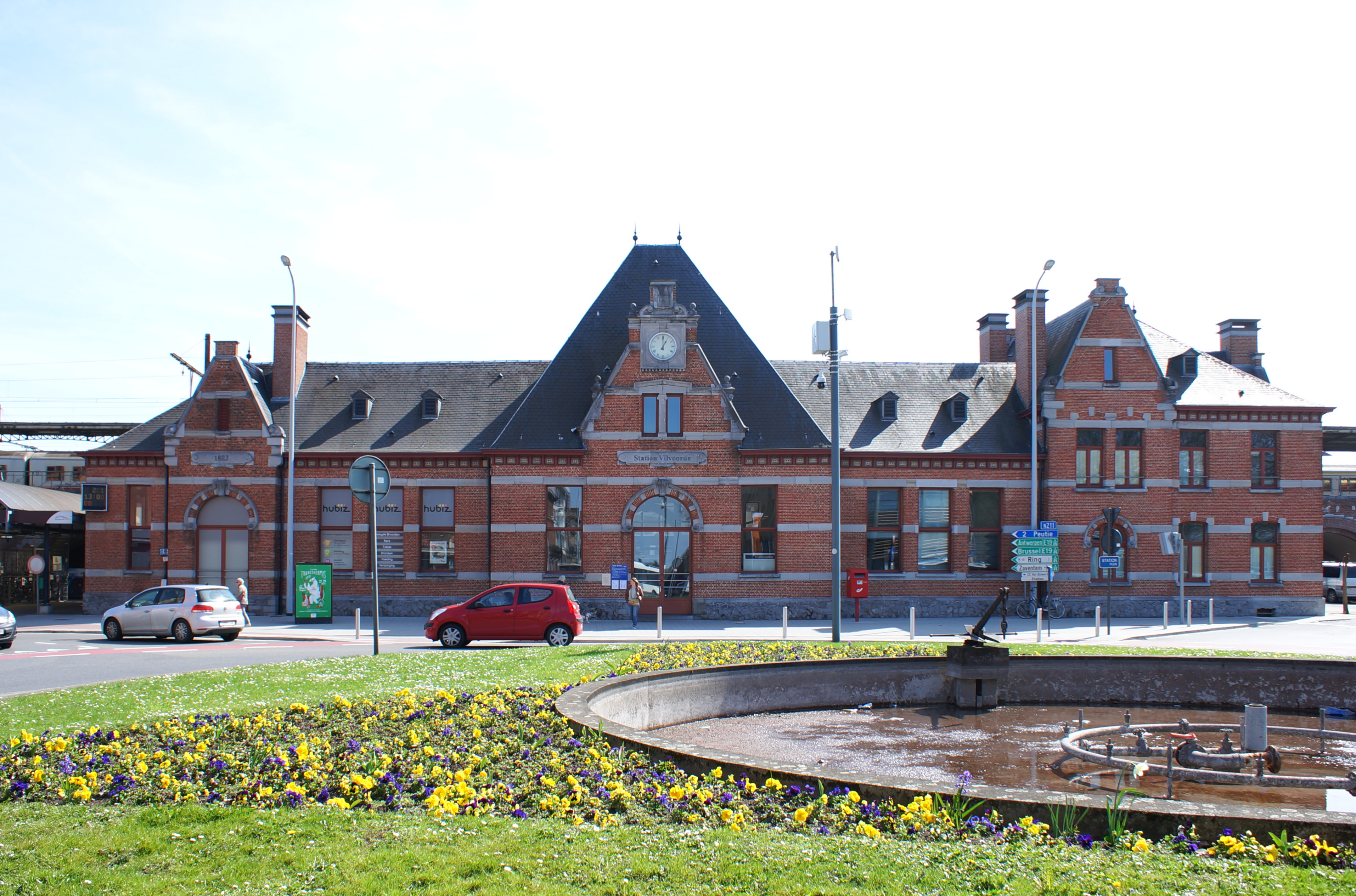
Vilvorde.

La desserte de la ligne S4 comporte les gares suivantes :
- Alost
- Erembodegem
- Denderleeuw
- Liedekerke
- Essene-Lombeek
- Ternat
- Bodeghem-Saint-Martin
- Dilbeek
- Grand-Bigard
- Berchem-Sainte-Agathe
- Jette
- Bockstael
- Bruxelles-Schuman
- Bruxelles-Luxembourg
- Etterbeek
- Delta
- Merode
- Meiser
- Evere
- Bordet
- Vilvorde
- Eppegem
- Hofstade
- Muizen
- Malines

## Exploitation

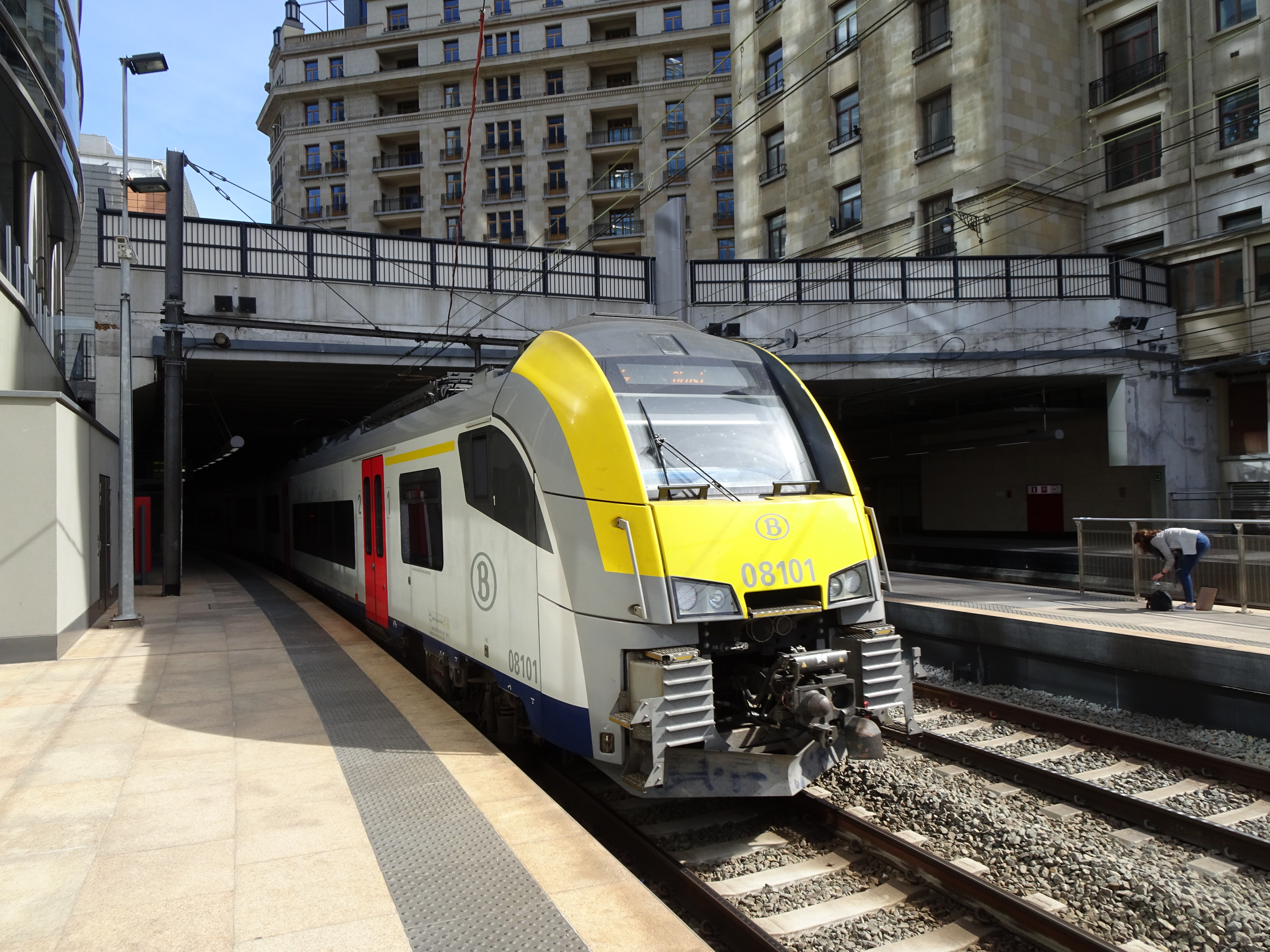
Train S4 à l'arrêt en gare de Schuman.

Tous les trains sont composés d’automotrices Siemens Desiro ML série AM 08 de la SNCB. La plupart des trains sont composés de deux automotrices (soit six voitures) ou une seule (trois voitures) aux heures creuses.
Alors que les trains qui empruntent les lignes 50 ou 161 convergent vers Bruxelles-Nord et la Jonction Nord-Midi, la ligne S4 emprunte un court raccordement souterrain en ligne droite qui relie les deux lignes. Aux gares de Bockstael, Schuman et Merode, il est possible de rejoindre les grandes gares bruxelloises (Nord, Central, Midi) en empruntant le métro bruxellois qui dessert directement ces trois stations.
En outre, elle emprunte une portion peu fréquentée de la ligne 26 entre Delta et Merode qui est désormais désertée par la plupart des trains depuis l’ouverture du tunnel Schuman-Josaphat. Il s'agit du seul train desservant à la fois ces deux gares et celles, plus fréquentées, d'Etterbeek, Schuman et Bruxelles-Luxembourg.
À Malines, tandis que les trains des lignes S5 et S1 effectuent le trajet le plus direct, la ligne S4 réalise une boucle autour de la ville et dessert les gares de Hofstade (qui n’est desservie que par les trains S4) et de Muizen.

## Projets
En décembre 2024, les trains S4 commenceront à circuler également les week-ends entre Alost et Bruxelles-Luxembourg.
À partir de juin 2025, la SNCB prévoit de doubler la fréquence des trains S4 et d'en modifier le parcours avec des trains continuant vers Ottignies sur la ligne 161, mise à quatre voies. Les trains S7 passeraient alors à une fréquence de deux par heure, compensant la disparition des S4 entre Delta et Malines.
Dans cette configuration, la desserte conjointe des gares de Delta et Etterbeek par la courbe de la ligne 26/2 prendrait fin, ce qui impliquerait pour les voyageurs se rendant de l'une à l'autre, soit un changement de train (par exemple à Arcades), soit l'emploi des bus TEC ou De Lijn (ou STIB mais alors avec correspondance).